# Between 10th and 11th
Between 10th and 11th — второй студийный альбом британской рок-группы The Charlatans, изданный 23 марта 1992 года компанией Situation Two, дочернем импринте английского инди-лейбла Beggars Banquet Records.
Between 10th and 11th получил неблагоприятные отзывы от музыкальных критиков, многие из которых критиковали группу, особенно Берджесса, за лень. Лирика Берджесса и оформление альбома также вызвали негативные комментарии. Ретроспективные обзоры альбома были более благосклонными, а некоторые назвали его недооцененным релизом. Альбом занял 21 место в Великобритании и 173 место в американском Billboard 200. Песня «Weirdo» заняла 19-е место в чарте Великобритании, 22-е место в Ирландии и 67-е место в Нидерландах, а «Tremelo Song» — 44-е место в чарте Великобритании.

## История
The Charlatans выпустили свой дебютный студийный альбом Some Friendly в октябре 1990 года и раскрутили его туром по Великобритании и континентальной Европе при поддержке Intastella до конца года. Во время этого тура группа дебютировала с новой песней «Can’t Even Be Bothered», а между концертами писала новые песни в качестве потенциального последующего сингла. Во время демо-записи материала Beggars Banquet Records попросили их написать песню, которая напоминала бы их хитовый сингл «The Only One I Know». В феврале 1991 года группа отправилась в свой первый тур по США, совпавший с американским релизом «Sproston Green». Участники группы были удивлены, когда «Sproston Green» начал набирать обороты в США, что заставило их беспокоиться о том, что тур будет продлен и задержит сессии записи. Пытаясь завоевать популярность в США, Charlatans вернулись в Великобританию, что ознаменовало конец группы и мэдчестерской сцены.

## Отзывы
| Оценки критиков         | Оценки критиков |
| Источник                | Оценка          |
| ----------------------- | --------------- |
| Chicago Tribune         | [ 7 ]           |
| Entertainment Weekly    | A−              |
| NME                     | 8/10            |
| Pittsburgh Post-Gazette | B+              |
| Rolling Stone           | [ 11 ]          |
| Select                  | 2/5             |
| Smash Hits              | 2/5             |

По словам Уиллса, музыкальные критики обрушились на альбом Between 10th and 11th после его выхода, но в последующие годы он был переоценен. Многие рецензенты говорили, что The Charlatans использовали Flood в той же манере, что и U2: «чтобы выставить себя авангардистами и замаскировать тот факт, что они не придумали ни одной мелодии». Flood избежал презрения, в то время как группу критиковали, особенно Берджесса, за лень. Его тексты и обложка альбома также подвергались критике.
| Оценки критиков                   | Оценки критиков |
| Источник                          | Оценка          |
| --------------------------------- | --------------- |
| AllMusic                          | [ 16 ]          |
| Alternative Rock                  | 7/10            |
| The Encyclopedia of Popular Music | [ 18 ]          |
| The New Rolling Stone Album Guide | [ 19 ]          |
| Under the Radar                   | [ 20 ]          |
| PopMatters                        | 8/10            |

## Список композиций
Все песни написаны Мартином Блантом, Джоном Бруксом, Тимом Берджессом, Марком Коллинзом и Робом Коллинзом, за исключением тех случаев, когда это указано
| №   | Название                         | Автор(ы)                         | Длительность |
| --- | -------------------------------- | -------------------------------- | ------------ |
| 1.  | «I Don't Want to See the Sights» |                                  | 4:53         |
| 2.  | «Ignition»                       |                                  | 3:03         |
| 3.  | «Page One»                       |                                  | 4:12         |
| 4.  | «Tremelo Song»                   | Blunt Brookes Burgess R. Collins | 4:38         |
| 5.  | «The End of Everything»          |                                  | 5:49         |
| 6.  | «Subtitle»                       |                                  | 4:12         |
| 7.  | «Can't Even Be Bothered»         | Blunt Brookes Burgess R. Collins | 3:40         |
| 8.  | «Weirdo»                         | Blunt Brookes Burgess R. Collins | 3:38         |
| 9.  | «Chewing Gum Weekend»            |                                  | 5:05         |
| 10. | «(No One) Not Even the Rain»     | Blunt Brookes Burgess R. Collins | 4:24         |

## Чарты
| Чарт (1992)                      | Высшая позиция |
| -------------------------------- | -------------- |
| Нидерланды (Album Top 100)       | 73             |
| Великобритания (UK Albums Chart) | 21             |
| США Billboard 200                | 173            |